# Mặt Trời lặn

Toàn bộ quá trình Mặt Trời lặn ở vùng cao nguyên của Hoang mạc Mojave.

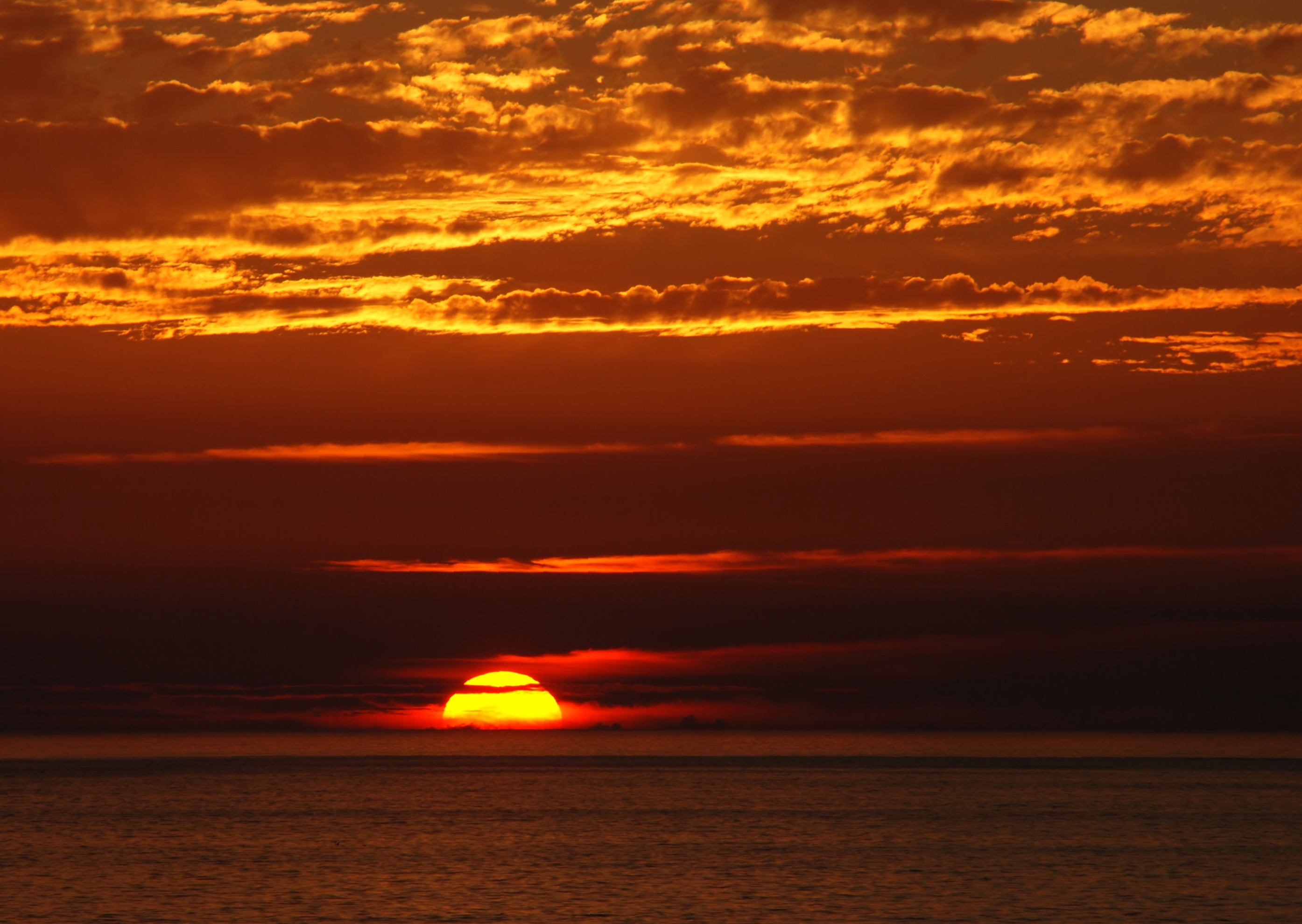
Mặt Trời khoảng 1 phút trước khi diễn ra lặn thiên văn.

Mặt Trời lặn, hoàng hôn và các giai đoạn của chạng vạng tối

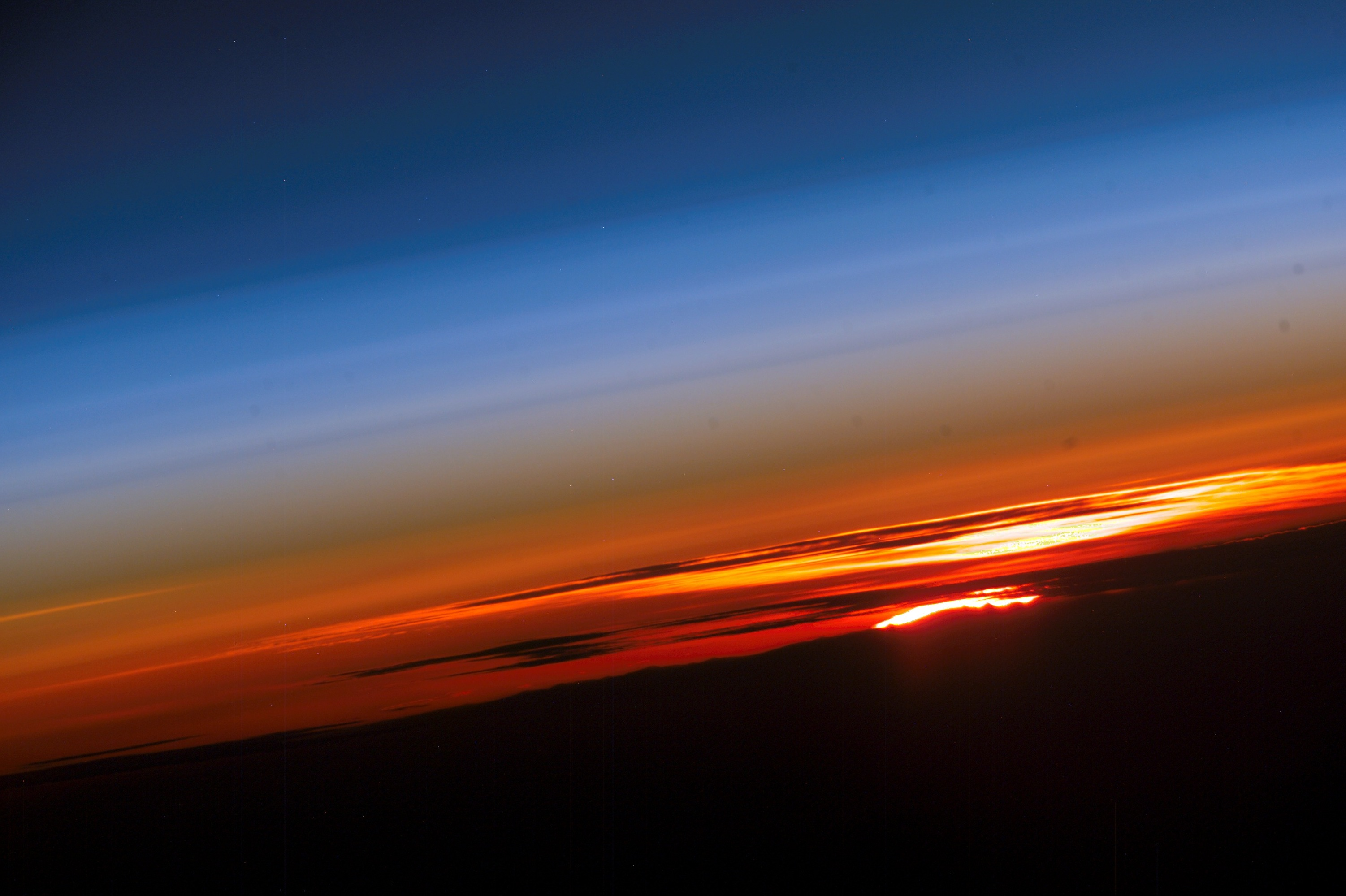
Mặt Trời lặn nhìn từ Trạm Vũ trụ Quốc tế.

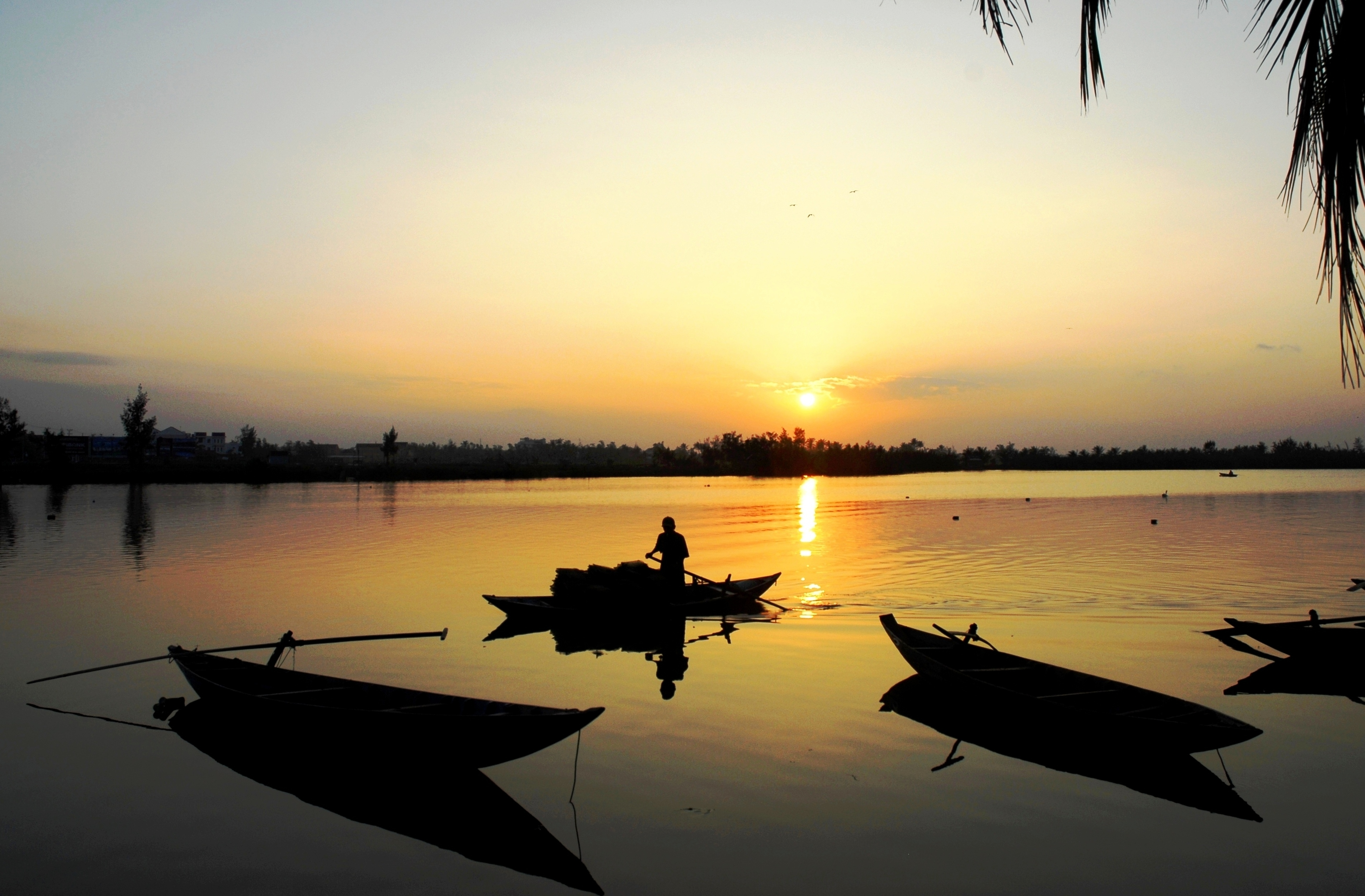
Mặt Trời lặn trên sông Hiếu

Mặt Trời lặn là sự biến mất hàng ngày của Mặt Trời phía dưới đường chân trời do kết quả của sự tự quay của Trái Đất.
Trong thiên văn thời gian Mặt Trời lặn được định nghĩa là thời điểm rìa phía trên của Mặt Trời biến mất phía dưới đường chân trời ở phía Tây. Do sự khúc xạ ánh sáng của khí quyển nên đường đi của các tia sáng từ Mặt Trời đang lặn bị làm lệch nhiều gần đường chân trời, làm cho Mặt Trời lặn thiên văn biểu kiến xảy ra khi Mặt Trời đã khoảng một lần đường kính của nó ở phía dưới đường chân trời. Mặt Trời lặn không nên nhầm lẫn với hoàng hôn, theo nghĩa chính xác là thời điểm kết thúc của chạng vạng buổi tối khi bóng tối sụp xuống, với hoàng hôn thiên văn là lúc Mặt Trời đã xuống 18 độ phía dưới chân trời.

## Thời gian
Thời gian xảy ra Mặt Trời lặn dao động theo thời gian của năm cũng như vĩ độ của người quan sát. Thời gian địa phương chính xác của Mặt Trời lặn cũng phụ thuộc vào kinh độ chính xác của mỗi vị trí trong phạm vi múi giờ đã cho. Các thay đổi nhỏ mỗi ngày cũng như các thay đổi nửa năm có thể nhận thấy về thời điểm Mặt Trời lặn là do sự nghiêng của trục tự quay của Trái Đất, hình dạng phỏng cầu của nó cũng như chuyển động của hành tinh xanh trên quỹ đạo xung quanh Mặt Trời của nó. Mặc dù một vài dị thường biểu kiến cũng tồn tại nhưng nguyên nhân chính là sự nghiêng trục tự quay và quỹ đạo elip của Trái Đất. Tại Bắc bán cầu, Mặt Trời lặn sớm nhất không trùng với ngày diễn ra đông chí (khoảng 22 tháng 12), mà xảy ra sớm hơn trong tháng 12. Tương tự, Mặt Trời lặn muộn nhất không xảy ra vào ngày có hạ chí (khoảng 21 tháng 6), mà thay vì thế xảy ra muộn hơn vào cuối tháng 6 hay đầu tháng 7, phụ thuộc vào vĩ độ của người quan sát. Hiện tượng tương tự xảy ra ở Nam bán cầu, ngoại trừ các ngày tháng tương ứng sẽ là khoảng thời gian nào đó trước 21 tháng 6 trong mùa đông và khoảng thời gian nào đó sau 22 tháng 12 trong mùa hè ở bán cầu này, có thể trong tháng 1 của năm kế tiếp. Ngay cả trên xích đạo, Mặt Trời mọc và Mặt Trời lặn cũng dịch chuyển một vài phút (trước và sau 6 h đối với Mặt Trời mọc và trước hay sau 18 h đối với Mặt Trời lặn) trong suốt cả năm.
Do sự nghiêng trục tự quay của Trái Đất, cho dù Mặt Trời lặn xảy ra khi nào và xảy ra ở đâu thì nó luôn luôn ở góc phần tư Tây Bắc từ điểm phân tháng 3 (xuân phân ở Bắc bán cầu hay thu phân ở Nam bán cầu) tới điểm phân tháng 9 (thu phân ở Bắc bán cầu hay xuân phân ở Nam bán cầu), và ở góc phần tư Tây Nam từ điểm phân tháng 9 cho tới điểm phân tháng 3 năm sau. Mặt Trời lặn chính xác ở phía Tây chỉ trong các ngày diễn ra điểm phân. Tuy nhiên độ dài thời gian bằng nhau giữa ban ngày và ban đêm trên thực tế không xảy ra tại các ngày có các điểm phân do người ta tính thời điểm Mặt Trời mọc lẫn thời điểm Mặt Trời lặn theo rìa phía trên của Mặt Trời chứ không phải theo tâm của đĩa Mặt Trời. Ngoài ra, do ánh sáng từ Mặt Trời bị uốn cong do khúc xạ trong khí quyển nên người ta còn nhìn thấy Mặt Trời sau khi nó đã ở dưới đường chân trời về mặt hình học. Mặt Trời cũng được nhìn thấy to hơn khi nó ở trên đường chân trời và đây là một ảo giác quang học khác, tương tự như ảo giác Mặt Trăng.

## Màu sắc

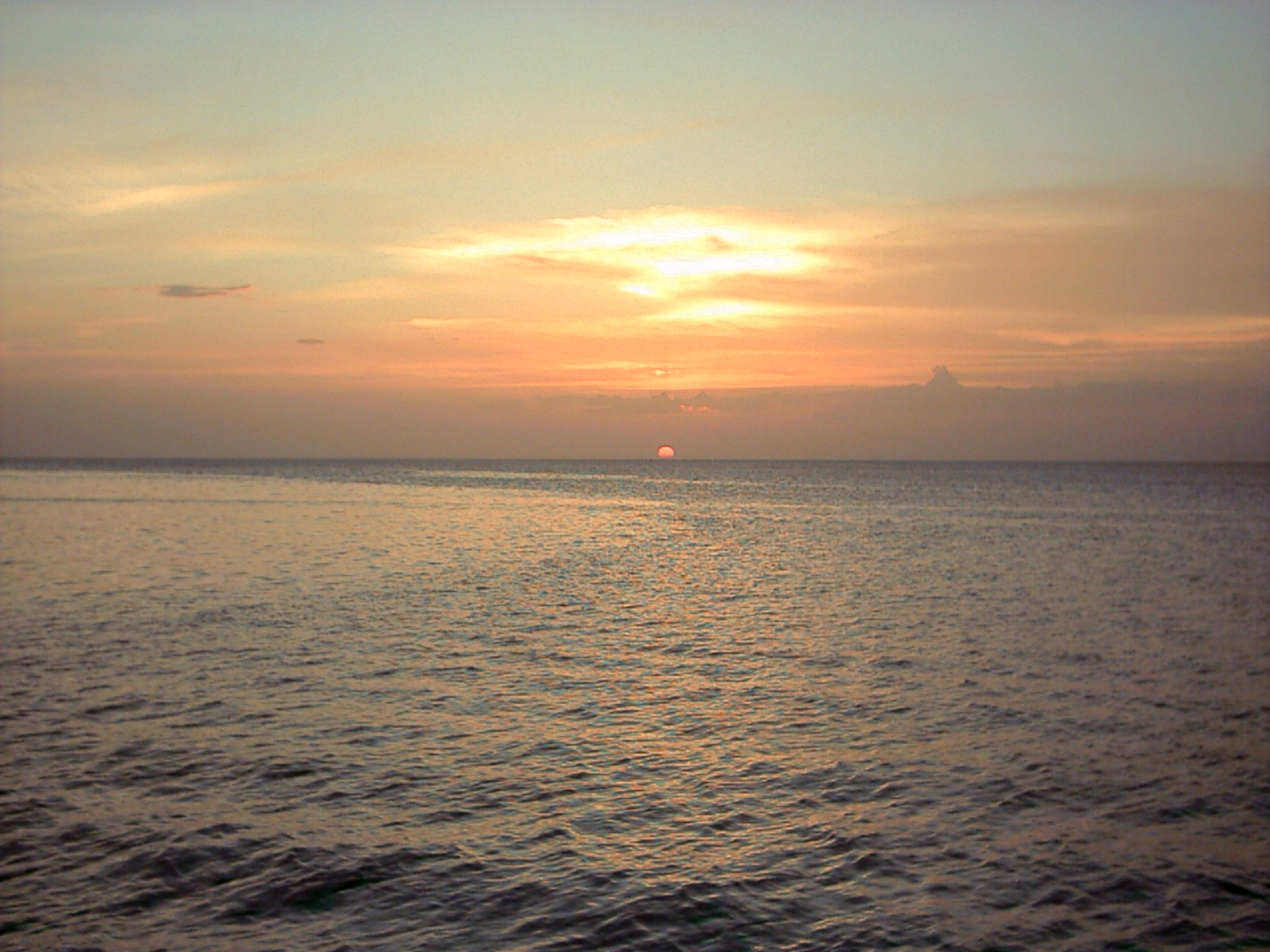
Mặt Trời lặn trên vịnh Campeche.

Các sắc thái đỏ và cam chói của bầu trời khi xảy ra Mặt Trời mọc và khi Mặt Trời lặn chủ yếu là do tán xạ ánh sáng Mặt Trời bởi các hạt bụi, tro cùng các sol khí dạng lỏng và rắn khác có trong khí quyển Trái Đất. Các sắc màu đỏ và cam được gia tăng này khi Mặt Trời mọc và khi Mặt Trời lặn về mặt toán học được giải thích bằng thuyết Mie hay xấp xỉ lưỡng cực rời rạc. Khi không có các hạt nhỏ này trong tầng đối lưu, chẳng hạn sau các trận mưa dông lớn thì sắc màu đỏ còn lại và ít mãnh liệt hơn được giải thích bằng tán xạ Rayleigh đối với ánh sáng Mặt Trời của các phân tử không khí. Các sắc màu khi Mặt Trời lặn nói chung rực rỡ và chói lọi hơn các sắc màu của bầu trời khi Mặt Trời mọc, do nói chung có nhiều hạt nhỏ và sol khí trong không khí buổi chiều so với không khí buổi sáng. Không khí ban đêm cũng thường là lạnh hơn và ít gió hơn, cho phép các hạt bụi, tro bị trầm lắng xuống thấp hơn trong khí quyển, làm giảm lượng tán xạ Mie vào lúc Mặt Trời mọc. Tán xạ Mie giảm xuống cũng tương ứng với sự sụt giảm lượng ánh sáng đỏ và cam tán xạ khi Mặt Trời mọc. Tuy nhiên, cường độ màu khi Mặt Trời mọc có thể vượt qua cường độ màu sắc khi Mặt Trời lặn nếu như có các đám cháy lớn ban đêm, phun trào núi lửa hay bão bụi ở phía đông của người quan sát. Một loạt các vụ phun trào núi lửa gần đây, chẳng hạn các vụ phun trào của núi Pinatubo năm 1991 và Krakatoa năm 1883, là đủ lớn để tạo ra các Mặt Trời mọc và Mặt Trời lặn đáng ghi nhớ trên toàn thế giới.
Trong khi tro và bụi từ các vụ phun trào núi lửa có xu hướng làm giảm sắc màu khi Mặt Trời lặn khi chúng bị mắc lại trong phạm vi tầng đối lưu, thì khi bị giữ trong tầng bình lưu thì các đám mây mỏng chứa các giọt nhỏ axít sulfuric từ núi lửa có thể sinh ra các sắc màu sau khi Mặt Trời lặn rất đẹp và rực rỡ, gọi là ráng chiều (vãn hà dư huy). Một loạt các vụ phun trào núi lửa gần đây, chẳng hạn các vụ phun trào của núi Pinatubo năm 1991 và Krakatoa năm 1883, đã sinh ra các đám mây chứa axít sulfuric tại tầng bình lưu đủ lớn để tạo ra các ráng chiều sau Mặt Trời lặn đáng ghi nhớ (và cả ráng trước Mặt Trời mọc) trên khắp thế giới. Các đám mây ở cao độ lớn phục vụ như là tấm gương phản chiếu ánh sáng Mặt Trời (bị đỏ hóa mạnh vẫn còn rọi tới tầng bình lưu sau Mặt Trời lặn) xuống mặt đất.
Các chùm tia xuất hiện khi Mặt Trời lặn chiếu qua các khe hở trên tầng mây hoặc giữa các vật thể như núi hay các tòa nhà được gọi là các tia hoàng hôn, mang màu sắc vàng cam của Mặt Trời lặn. Đôi khi ngay trước Mặt Trời mọc hay ngay sau sau Mặt Trời lặn thì người ta có thể quan sát được tia chớp lục.
Một số màu sắc đa dạng nhất lúc chạng vạng có thể được tìm thấy ở bầu trời đối diện phía đông sau khi Mặt Trời lặn lúc hoàng hôn. Tùy thuộc vào điều kiện thời tiết và loại mây hiện tại, những màu này có quang phổ rộng và có thể tạo ra những ấn tượng lạ thường.

## Mặt Trời lặn trên hành tinh khác

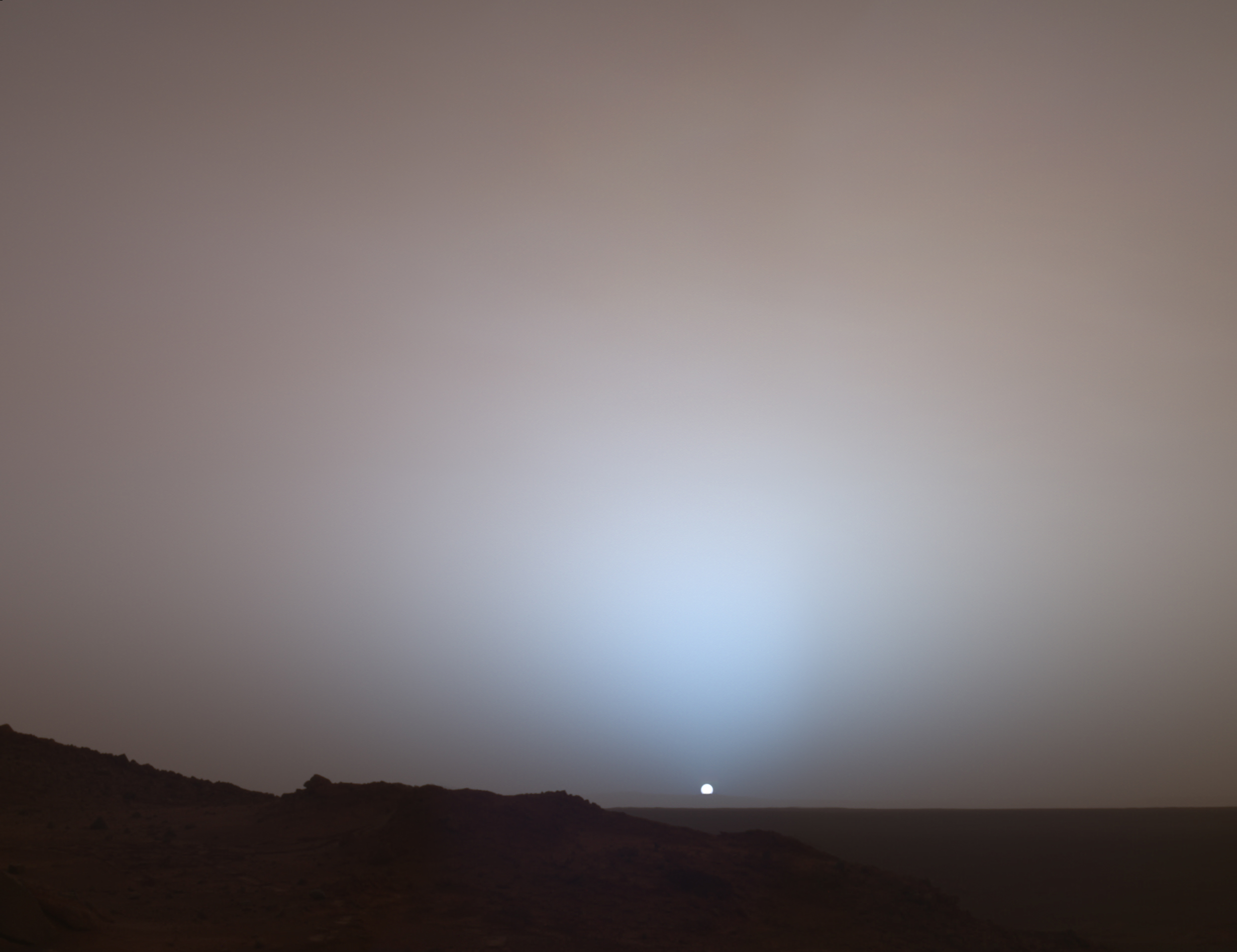
Mặt Trời lặn trên Sao Hỏa.

Mặt Trời lặn trên các hành tinh khác xuất hiện khác với Mặt Trời lặn trên Trái Đất do các khác biệt về khoảng cách từ hành tinh tới Mặt Trời và các khác biệt về điều kiện khí quyển.
Do Sao Hỏa ở xa Mặt Trời hơn so với Trái Đất nên Mặt Trời xuất hiện tại đây chỉ có kích thước cỡ hai phần ba kích thước mà người ta nhìn thấy khi Mặt Trời lặn trên Trái Đất. Mặc dù Sao Hỏa có ít oxy và nitơ, nhưng nó bị che phủ bằng bụi màu đỏ thường xuyên bị cuộn lên không trung do các trận gió nhẹ nhưng có vận tốc lớn. Ít nhất một vài ngày Sao Hỏa có Mặt Trời lặn/hoàng hôn kéo dài hơn và đỏ màu hơn so với Mặt Trời lặn điển hình trên Trái Đất. Một nghiên cứu chỉ ra rằng tới 2 h sau hoàng hôn, ánh sáng Mặt Trời vẫn còn tiếp tục được bụi Sao Hỏa ở trên cao trong khí quyển phản xạ, tạo ra ánh sáng khuếch tán rực rỡ.

## Thư viện ảnh

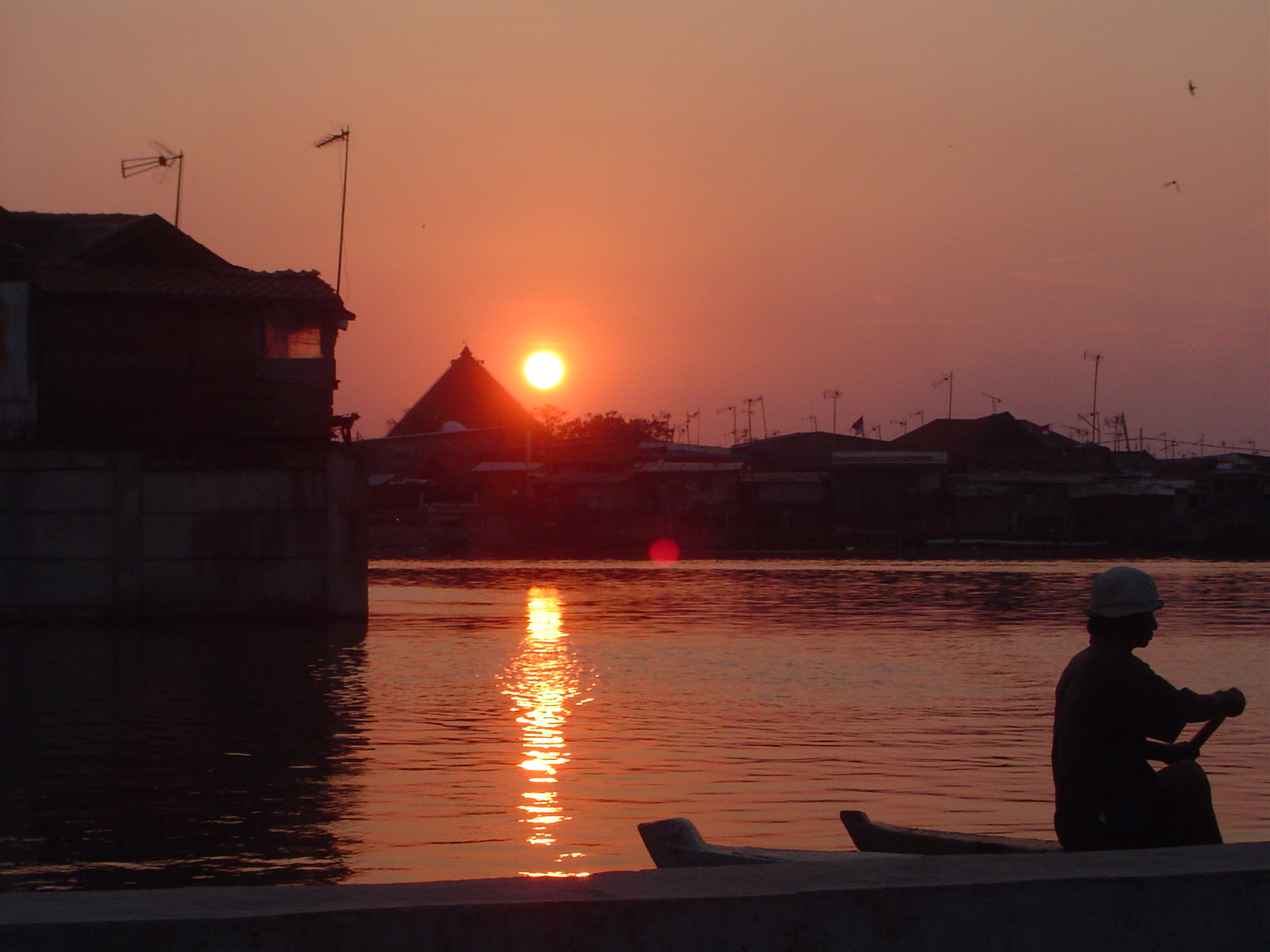
Mặt Trời lặn tại Jakarta, Indonesia
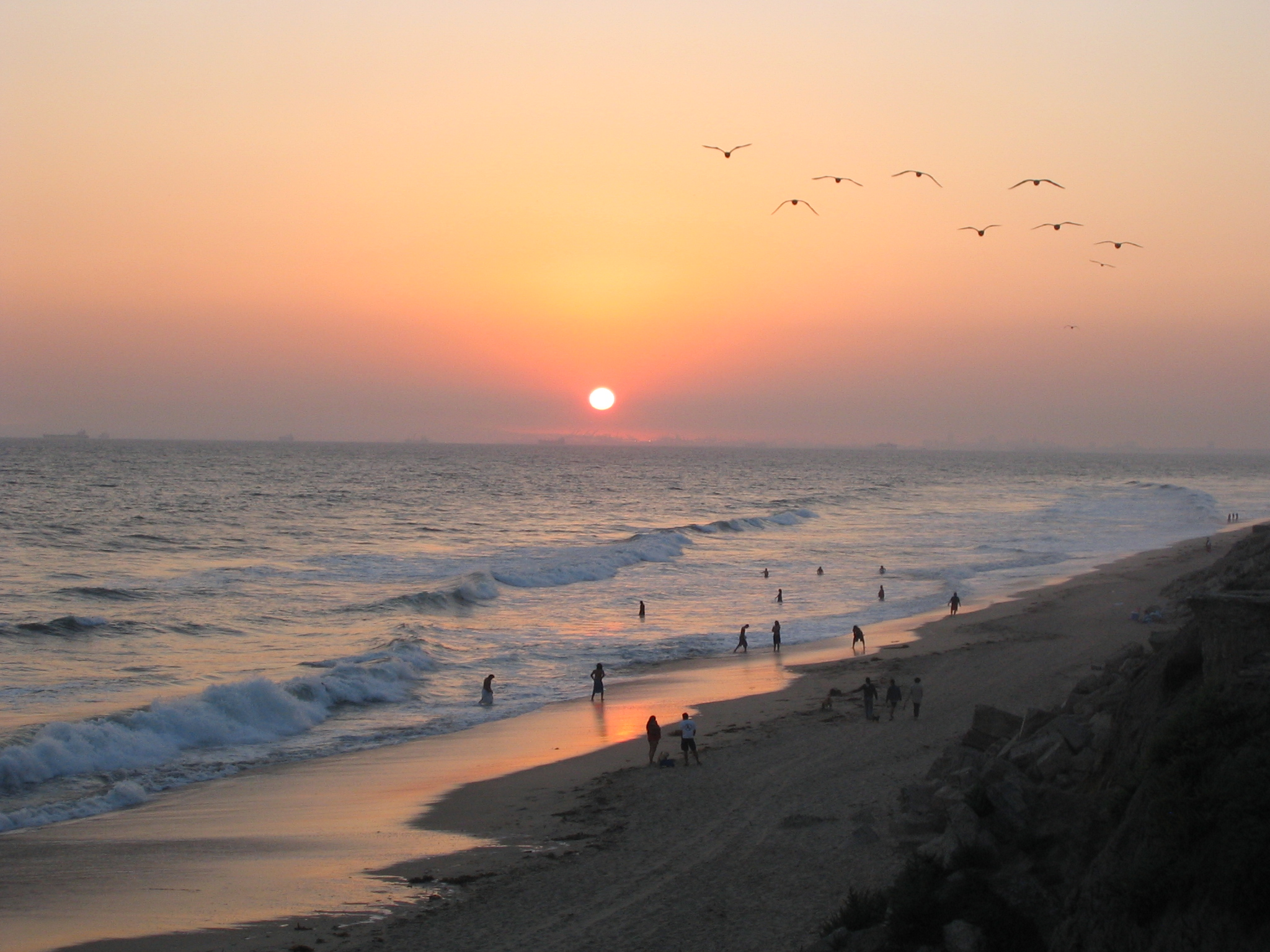
Mặt Trời lặn tại bãi biển Huntington, California, Hoa Kỳ
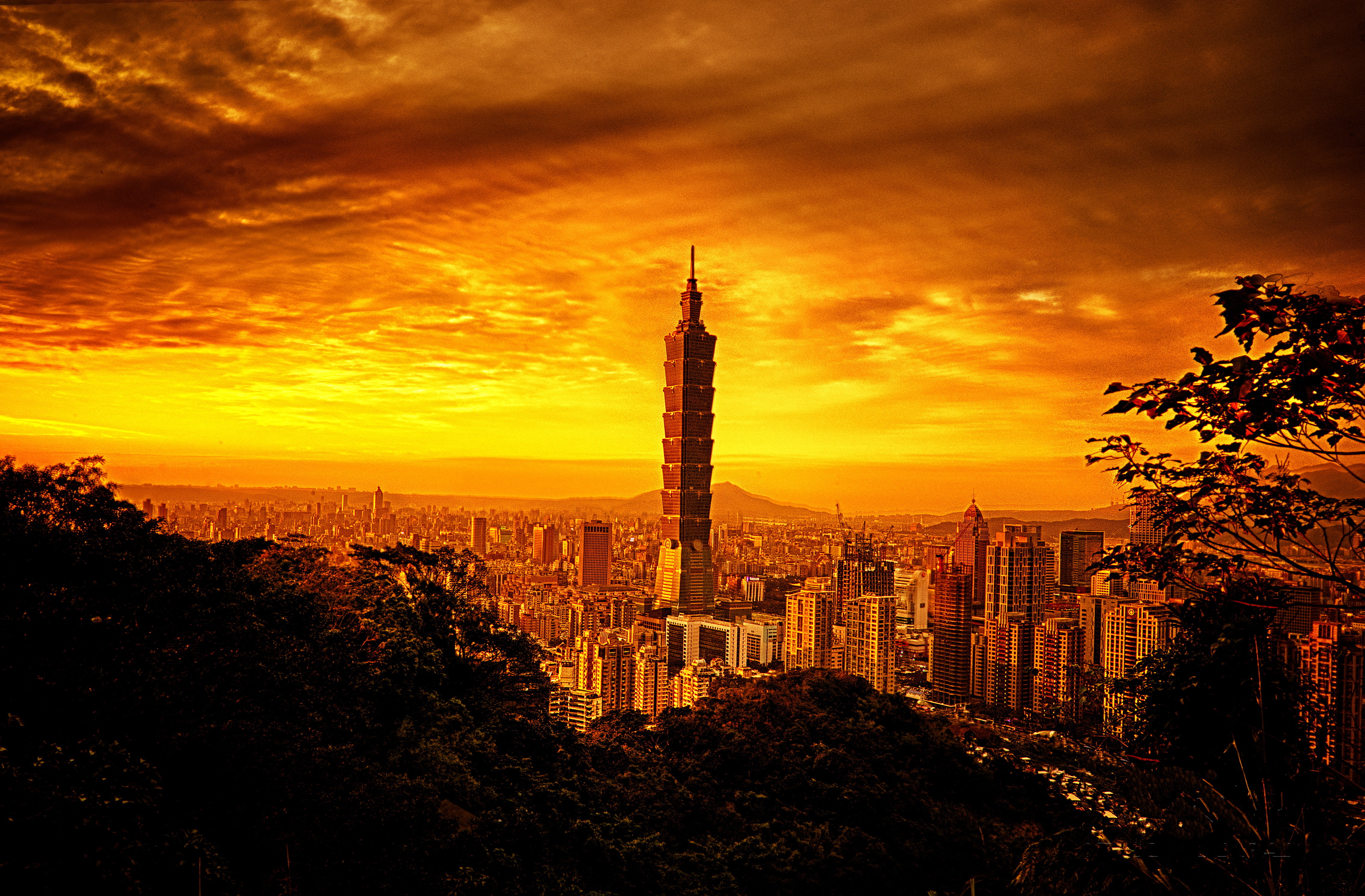
Mặt Trời lặn tại Đài Bắc, Đài Loan.
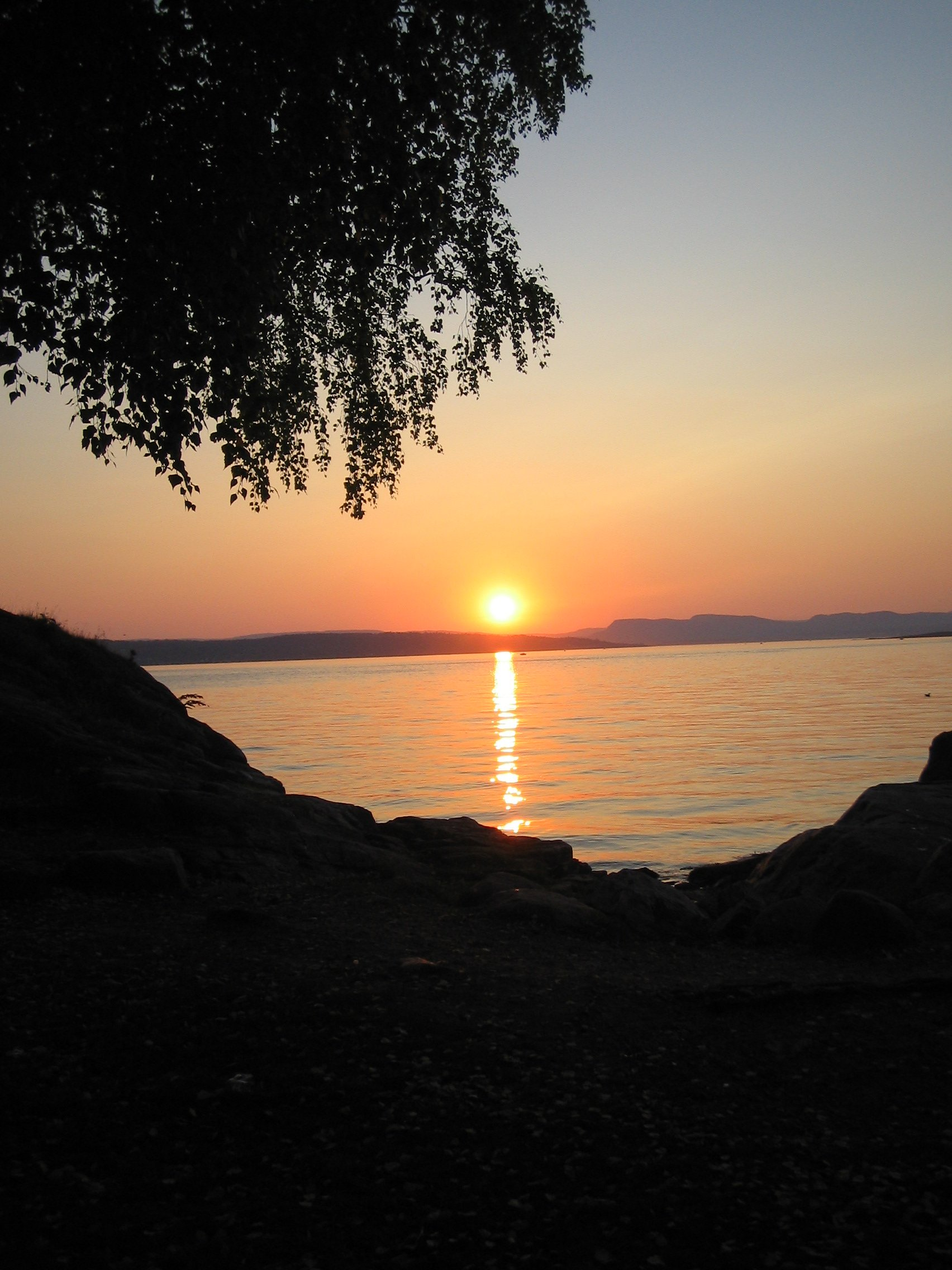
Mặt Trời lặn tại Oslo, Na Uy
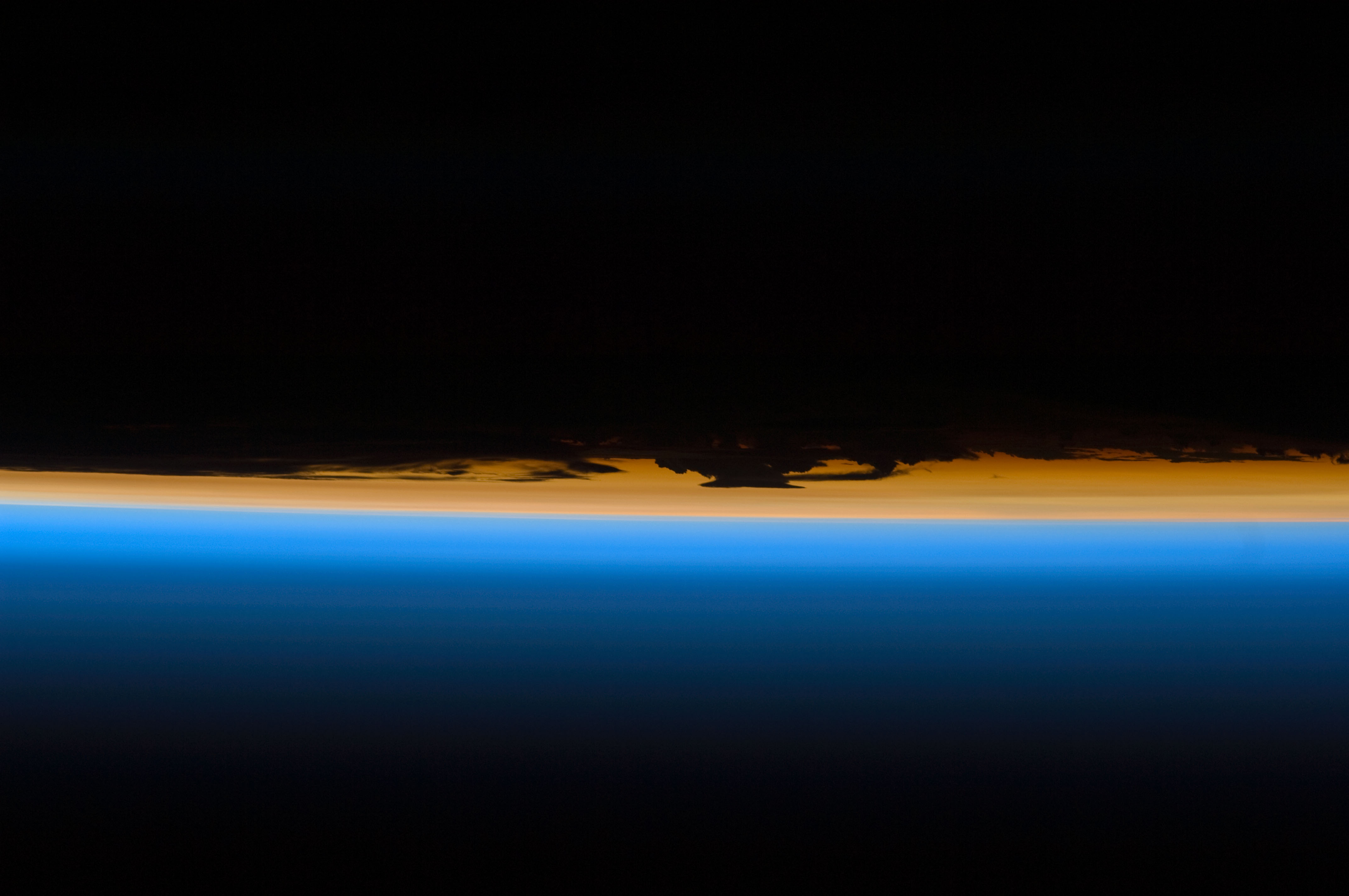
Mặt Trời lặn nhìn từ tàu Endeavour
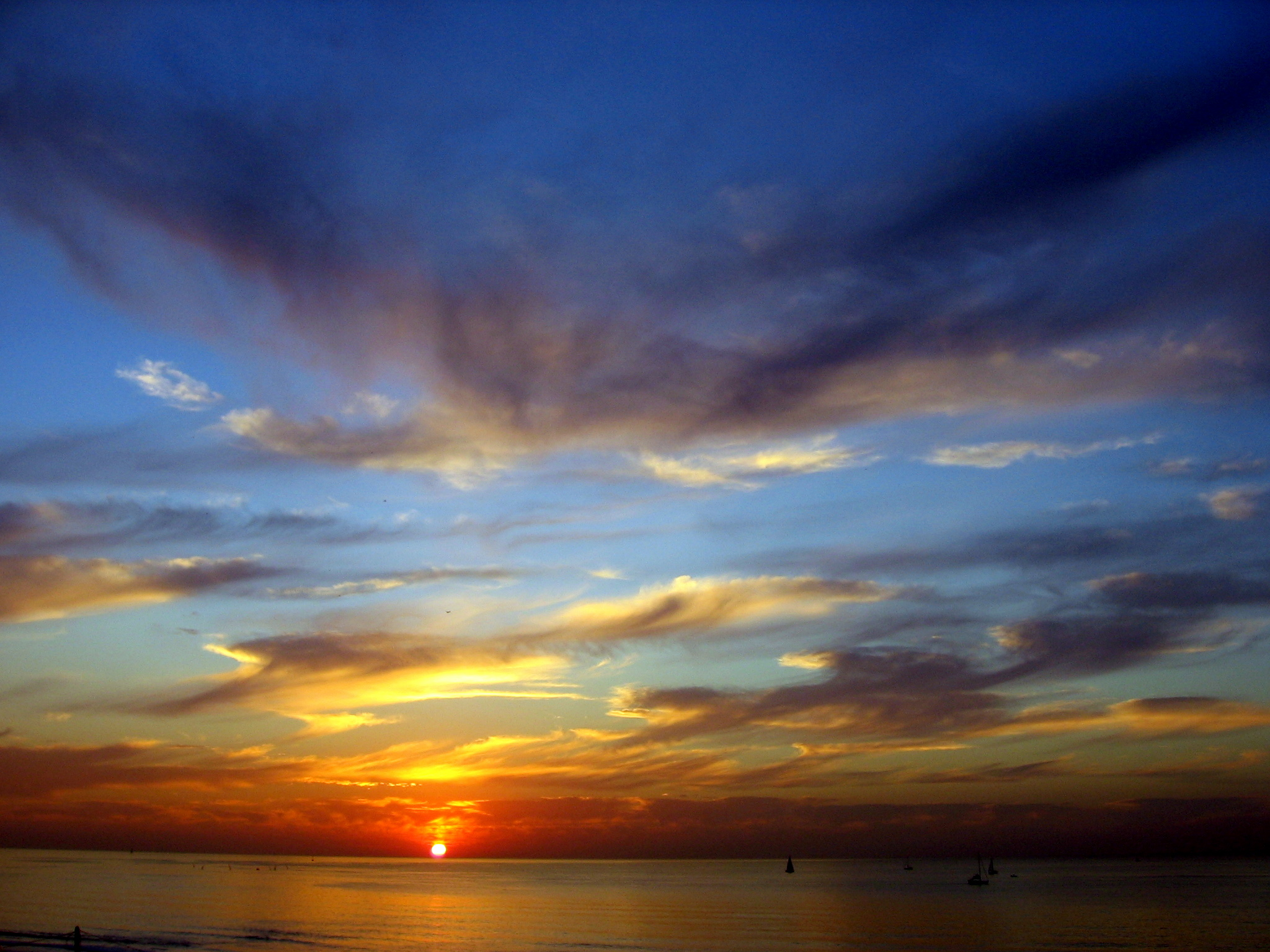
Mặt Trời lặn tại bãi biển Zebulun, Herzliya, Israel
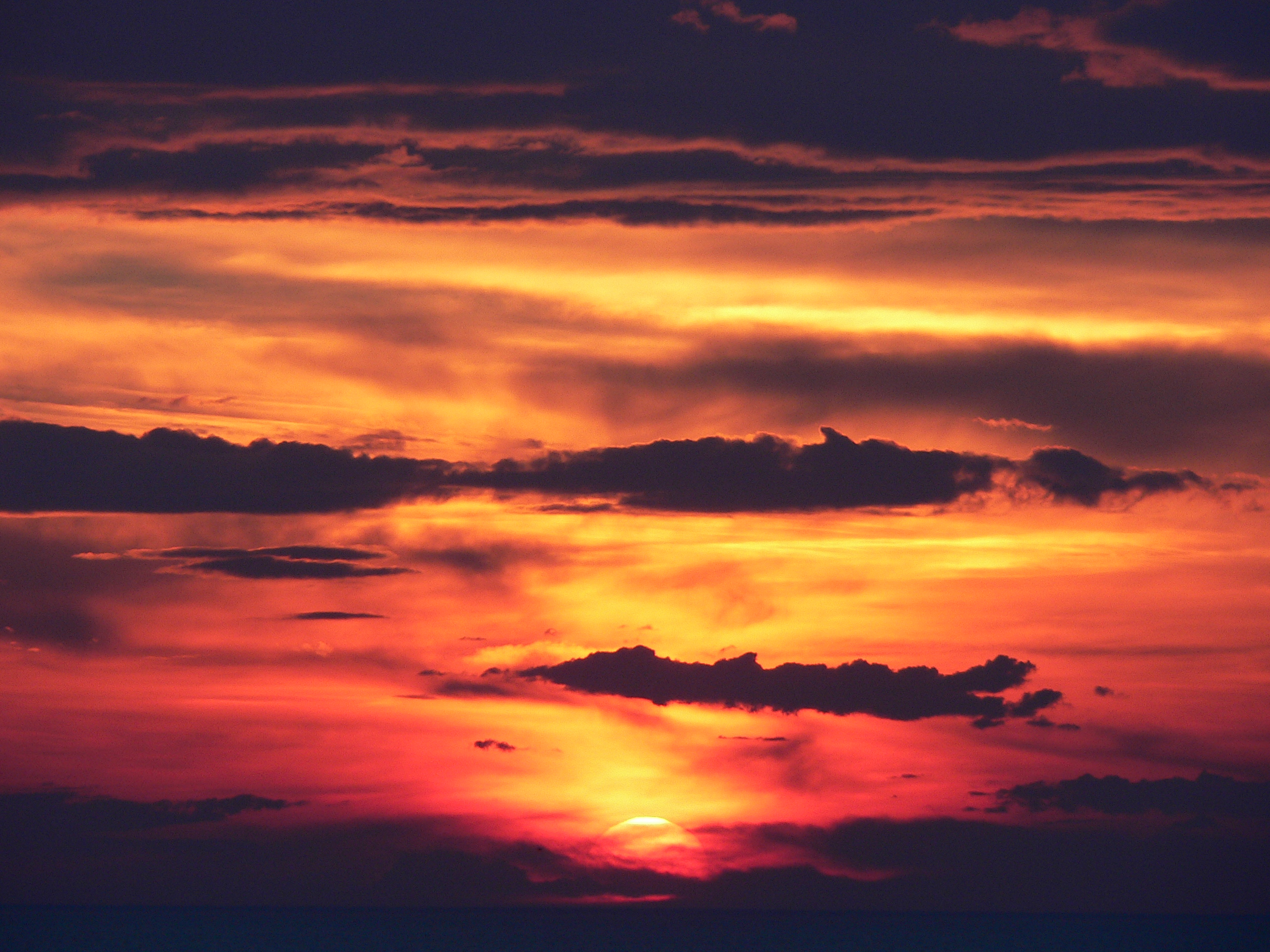
Mặt Trời lặn tại Biarritz, Pháp
Mặt Trời lặn, ảnh của NOAA.
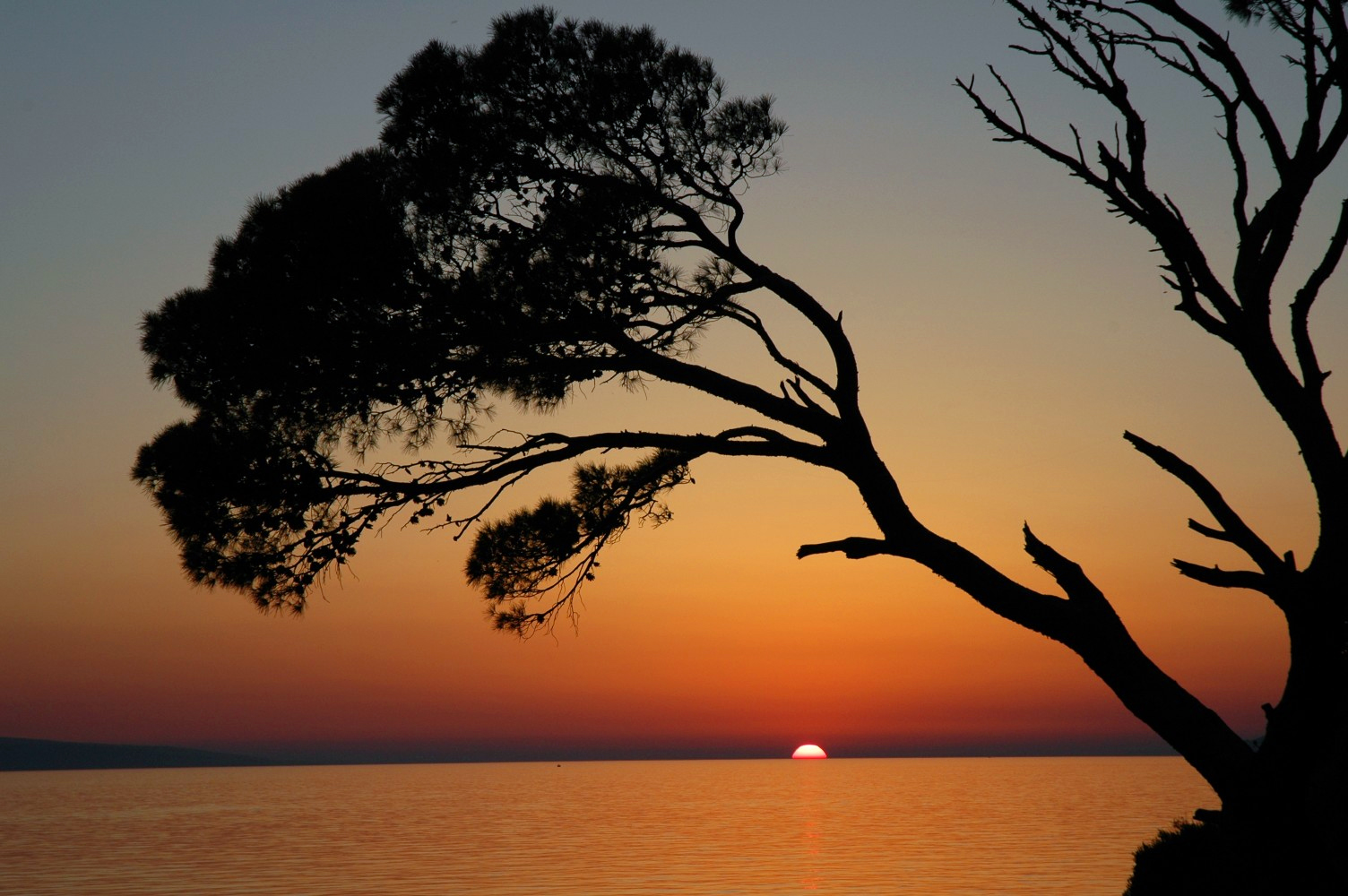
Tại Brela, Croatia
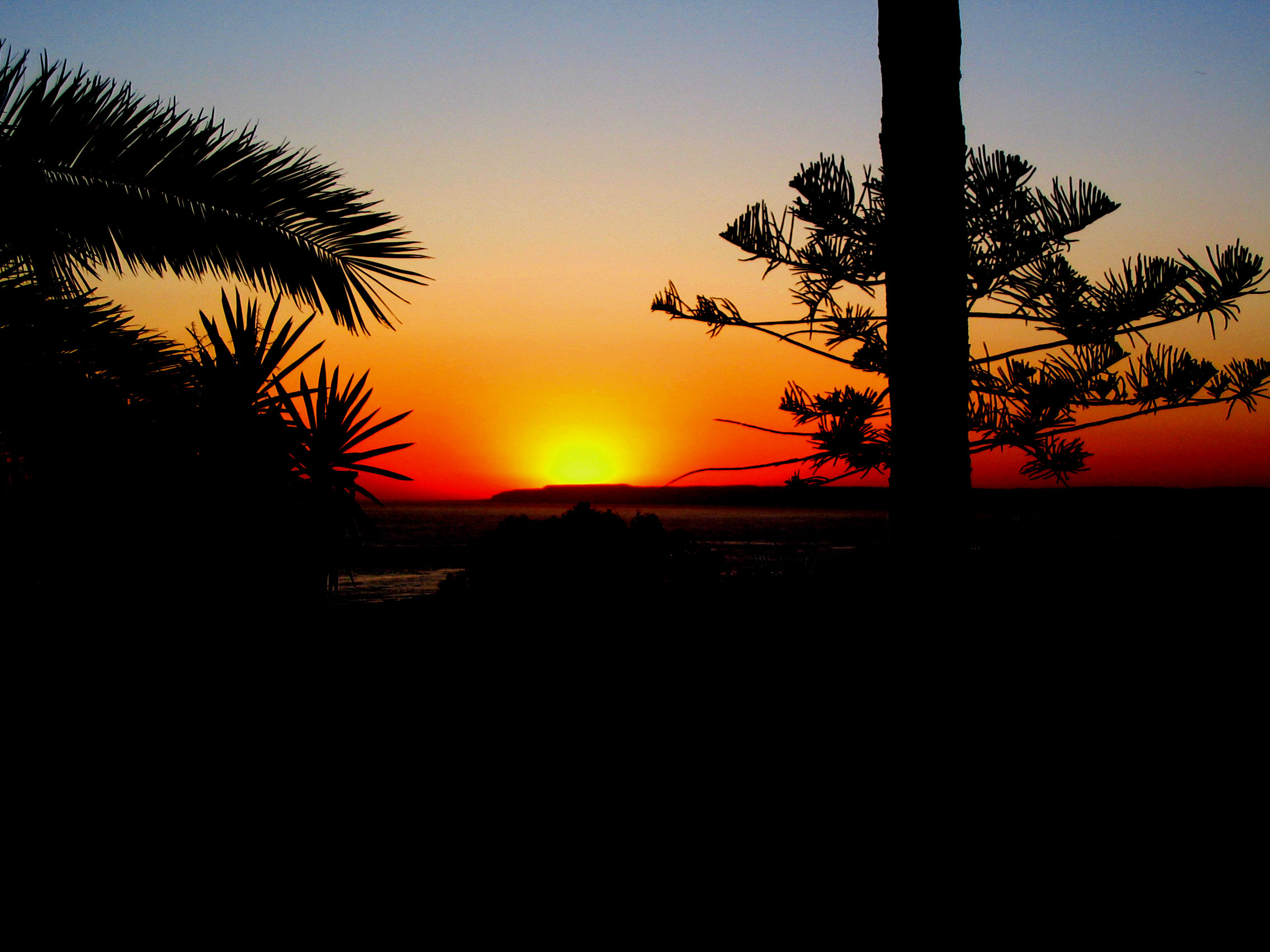
Mặt Trời lặn tại Andalusia, Tây Ban Nha
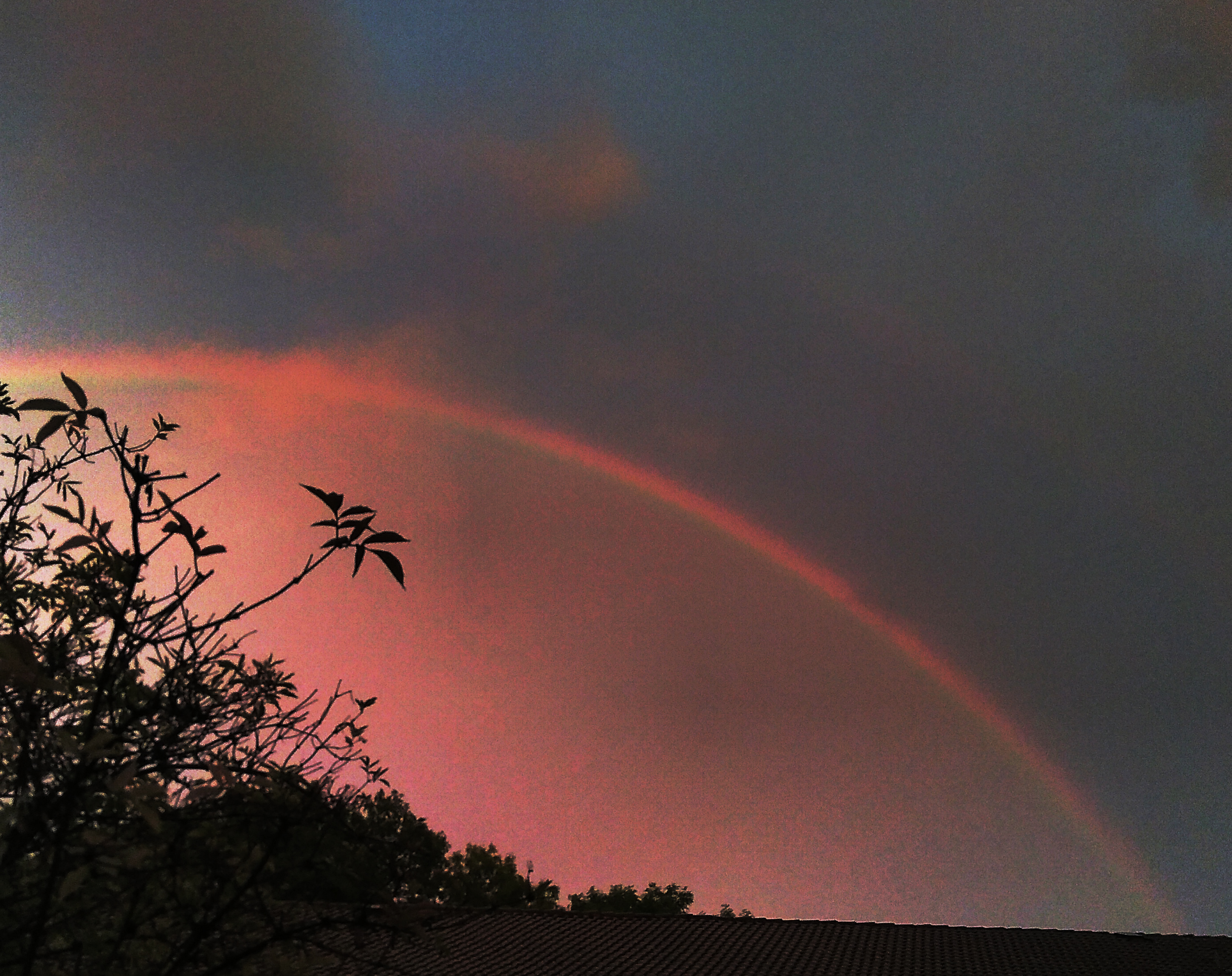
Cầu vồng đơn sắc đỏ lúc Mặt Trời lặn tại Đức
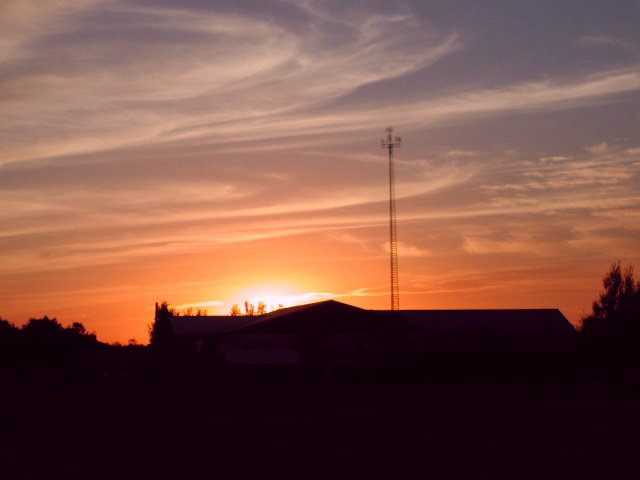
Mặt Trời lặn tại Crystal Spring, Canada
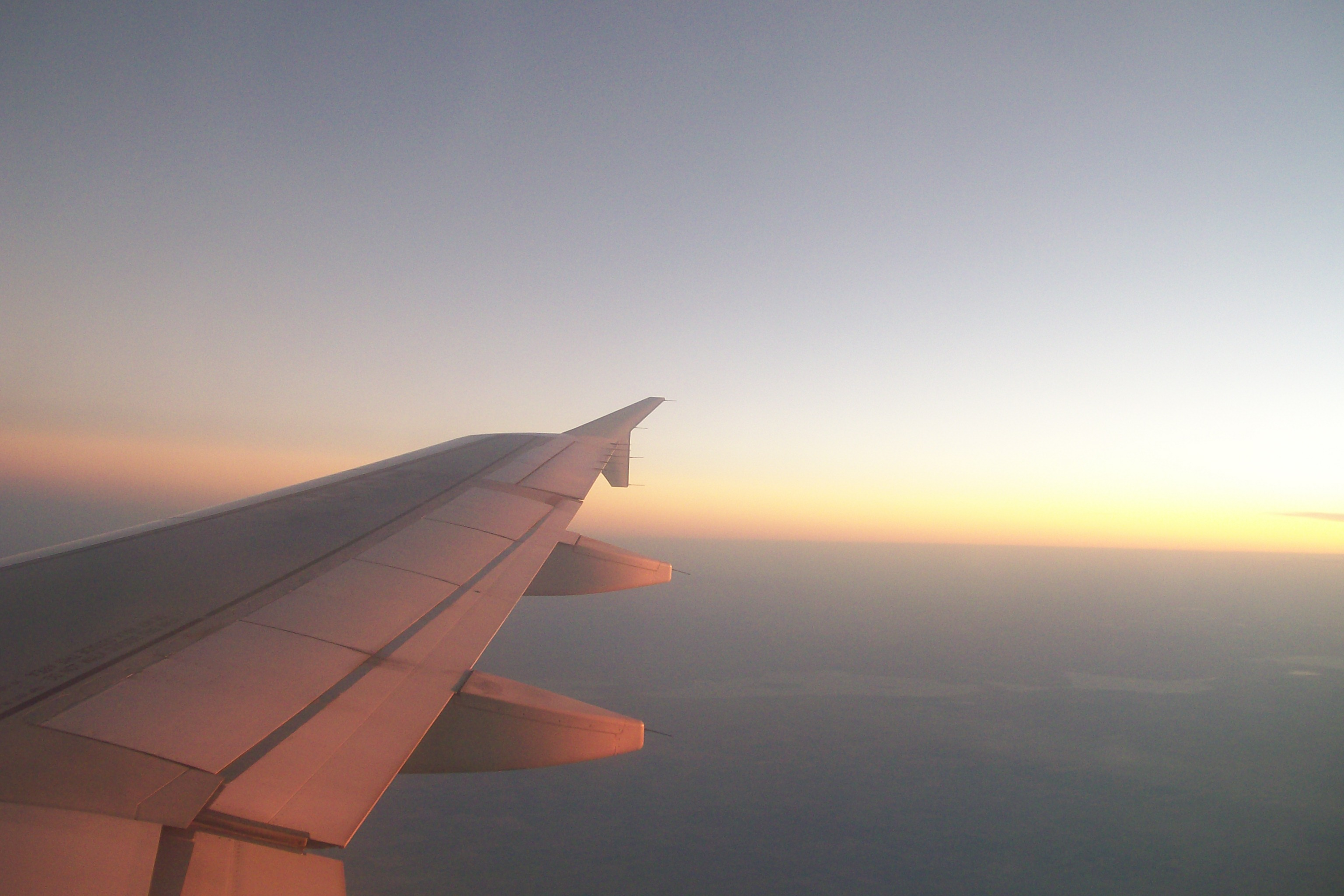
Mặt Trời lặn nhìn từ cánh máy bay
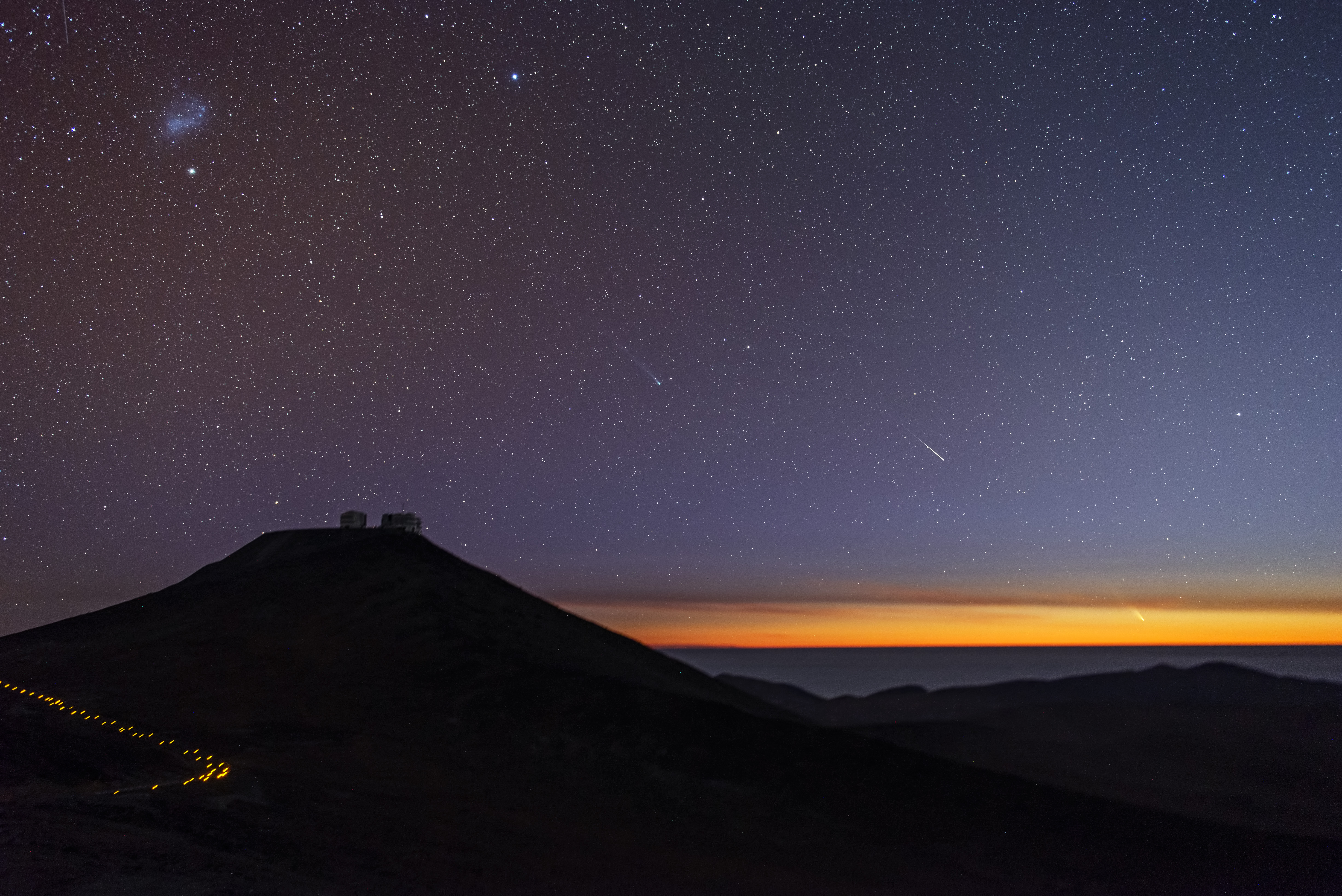
Cảnh Mặt Trời lặn tại Đài thiên văn Paranal, với hai sao chổi bay qua trên bầu trời phía Nam
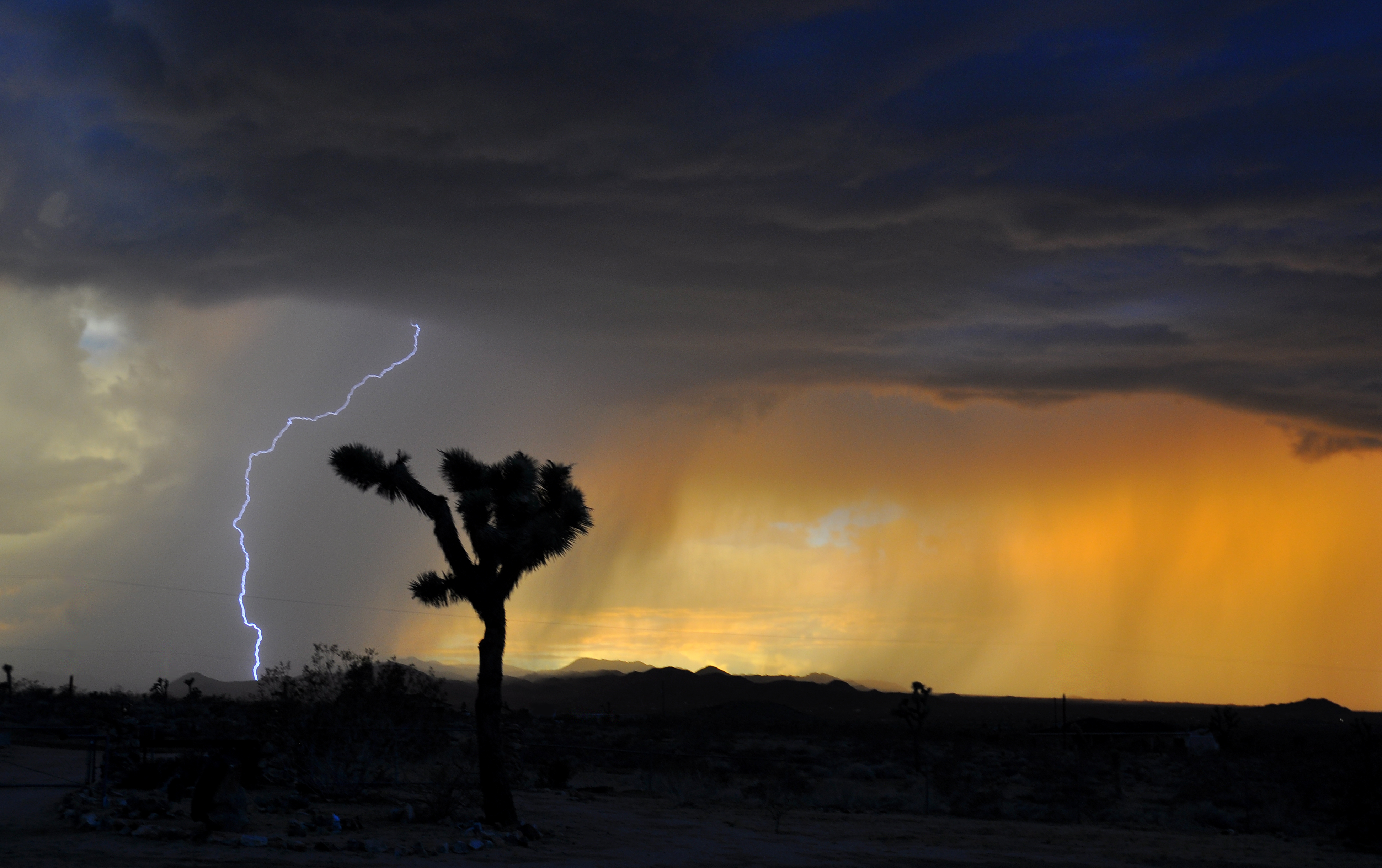
Tia sét và mưa bóng mây giữa một trận bão lúc Mặt Trời lặn tại hoang mạc Mojave
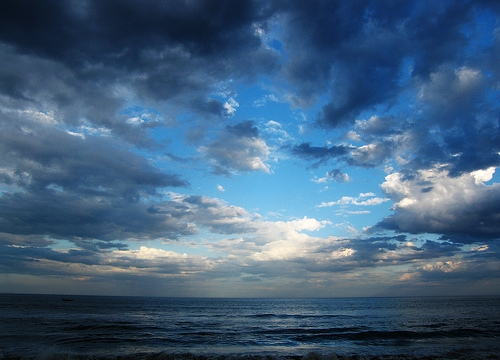
Mặt Trời lặn cuối mùa gió mùa tại bờ biển Coromandel, Ấn Độ